# Meyher

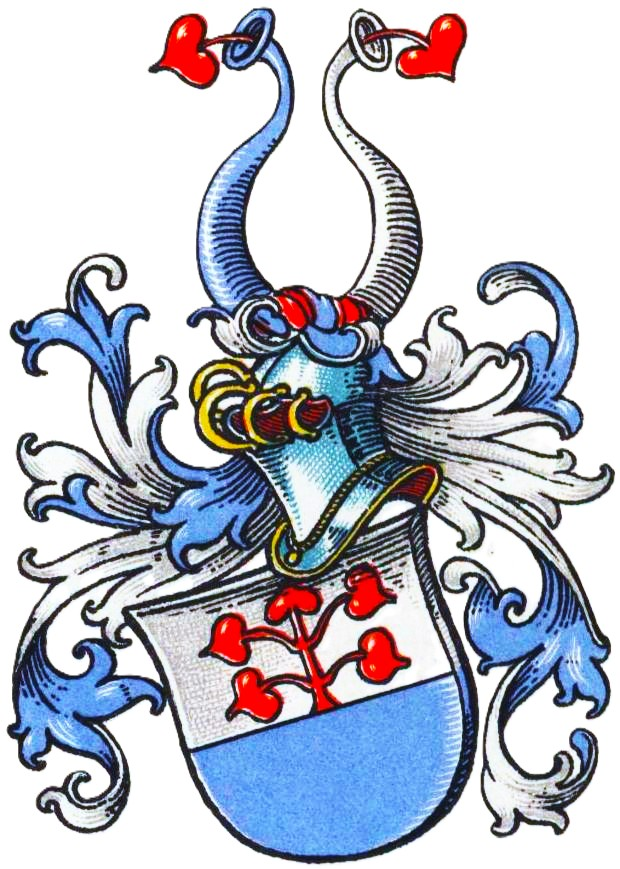
Wappen derer von Meyher im Wappenbuch des Westfälischen Adels

Meyher (auch: Meyhers, Meiher(s), Meyer o. ä.) ist der Name eines erloschenen westfälischen Briefadelsgeschlechts.

## Geschichte
Das Geschlecht stammt aus der ehemaligen Grafschaft Tecklenburg. Antonius Meyher (1580 †), verheiratet mit Catharina von Stemeshorn, war ab 1556 Kanzler des Grafen von Tecklenburg und besaß ein Haus zu Tecklenburg. Auf Antonius Meyher folgte dessen Sohn Christoph Meyher (urkundlich ab 1608) zu Tecklenburg, der mit Christine von Hessen (Heßen) / von Korenberg (Cornberg) verheiratet war.
Conrad Meyher (urkundlich 1629–1655, 1656 †) saß neben Tecklenburg zunächst auf einem Gut in Ladbergen, das tecklenburgisches Lehen war. Am 15. April 1630 kaufte er, zu diesem Zeitpunkt mit Gertrud Grothus verheiratet, das ebenfalls tecklenburgische Lehen Haus Velpe in der Bauerschaft Hambüren in Westerkappeln im heutigen Kreis Steinfurt. Später war derselbe Conrad Meyher mit Agnes Anna von Münster (urkundlich 1656–1666), 1656 Witwe, verheiratet. Noch zu Lebzeiten Conrads erhielt die Familie am 19. Februar 1638 eine Adelsbestätigung und führte von da an das Adelsprädikat „von“. Auf Conrad von Meyher folgte Johann Anton Heinrich von Meyher zu Velpe (urkundlich ab 1670), 1673 bereits verheiratet mit Anna Magdalene Agathe Reuschen. Spätestens ab 1705 waren Haus Velpe und Ladbergen, letzteres schon 1679, in Händen von Conrad von Meyher, verheiratet mit Maria Everharda von Amstenrath.
Die Letzte des Geschlechts soll Helene Charlotte Luise von Meyher, Erbin von Haus Velpe, Ehefrau des Friedrich Wilhelm Moritz von Siegroth, gewesen sein. Sie lebte noch 1806.

## Wappen
Blasonierung: Silber über Blau geteilt, oben ein aus der Teilungslinie hervorwachsender roter Baum mit fünf Blättern. Auf dem rot-blau bewulsteten Helm mit blau-silbernen Helmdecken zwei Büffelhörner, das rechte blau, das linke silbern, beide in der Mündung mit einem roten Blatt besteckt.